# Iuliana Popa
Iuliana Popa (n. 5 iulie 1996, Comănești, România) este o canotoare română medaliată cu bronz la Jocurile Olimpice de vară din 2016 în proba de 8+1.

## Carieră
Iuliana Popa a început să practice canotajul în 2009, la vârsta de 13 ani.
Primul rezultat notabil a venit în 2012, când a obținut medalia de aur la Campionatele Mondiale de la Plovdiv în proba de 8+1 juniori.

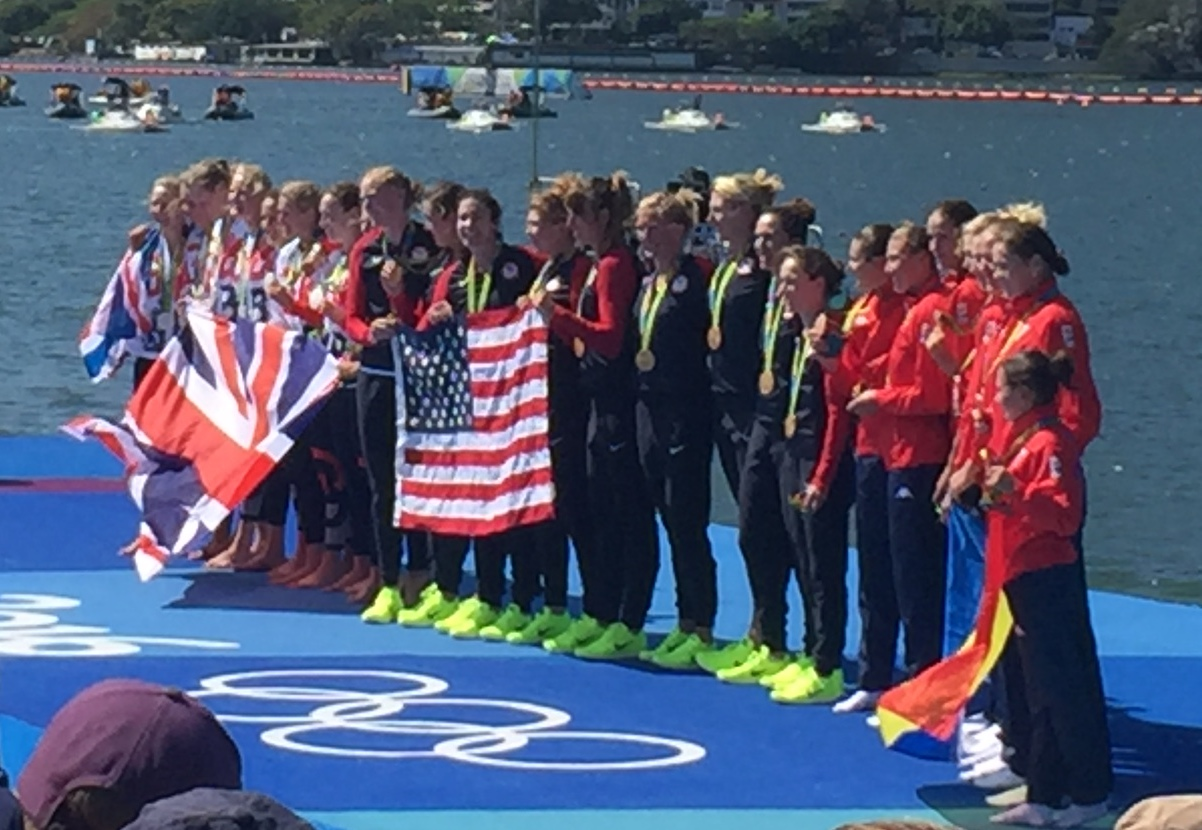
La Jocurile Olimpice de la Rio

În 2016, prin rezultatul din cadrul regatei preolimpice de la Lucerna, echipajul de 8+1 (Andreea Boghian, Ioana Strungaru, Mădălina Bereș, Adelina Boguș, Laura Oprea, Roxana Cogianu, Daniela Druncea și Mihaela Petrilă) a reușit să se califice de pe primul loc la Jocurile Olimpice de vară din 2016. Iuliana Popa a fost înlocuitoarea Irinei Dorneanu, care a fost depistată pozitiv cu meldonium cu câteva săptămâni înainte de Jocuri. Echipajul a obținut medalia de bronz, după ce în urmă cu patru ani canotajul românesc nu a cucerit nicio medalie.

### Palmares competițional
| An   | Competiție                         | Locație                              | Loc | Eveniment | Note |
| ---- | ---------------------------------- | ------------------------------------ | --- | --------- | --- |
| 2012 | Campionatele Mondiale              | Plovdiv, Bulgaria                    | 1   | JW8+      | 06:34.980 |
| 2013 | Campionatele Mondiale de Juniori   | Trakai, Lituania                     | 6   | JW4x      | 06:41.030 |
| 2014 | Campionatele Mondiale de Juniori   | Hamburg, Germania                    | 5   | JW4x      | 07:51.780 |
| 2016 | Campionatele Europene              | Brandenburg, Germania                | 4   | W8+       | 06:58.260 |
| 2016 | Jocurile Olimpice de vară din 2016 | Rio de Janeiro, Brazilia             | 3   | W8+       | 06:04.100 |
| 2017 | Campionatele Mondiale              | Sarasota, Statele Unite ale Americii | 1   | W8+       | 06:06.40 |
| 2017 | Campionatele Europene              | Racice,Cehia                         | 1   | W8+       | 06:10.35 1. 2. 3. 4. 5. - Iuliana Popa la Comitetul Olimpic și Sportiv Român (arhivat) - en Iuliana Popa la World Rowing - en Iuliana Popa la Olympedia.org |